# Autbert Stroick
Autbert Stroick OFM (* 1896 in Rhade als Bernhard Stroick; † 5. Juni 1940 bei St. Quentin) war ein deutscher Franziskaner (OFM) und Kirchenhistoriker.

## Leben
Bernhard Stroick wurde als Bauernsohn in Rhade geboren. Er hatte früh den Wunsch, Franziskaner zu werden, und besuchte das Kolleg St. Ludwig der Sächsischen Franziskanerprovinz (Saxonia) im niederländischen Vlodrop. Von dort wurde er am 16. Oktober 1916 zum Militärdienst einberufen und nahm als Infanteriesoldat in Frankreich am Ersten Weltkrieg teil. Er wurde Offizier und erhielt das Eiserne Kreuz I. und II. Klasse sowie nach einer Gasvergiftung das Verwundetenabzeichen. Der Militärseelsorger P. Theophil Pfeifer (Kapuziner) bescheinigte ihm später: „Stramme militärische Haltung außen! Stramme sittliche Haltung innen!“ Am 11. Januar 1919 wurde Stroick als Leutnant aus dem Militär entlassen und kehrte nach St. Ludwig zurück, wo er das Abitur ablegte.  
1919 trat er in Warendorf in den Franziskanerorden ein und erhielt den Ordensnamen Autbert. Er studierte Philosophie und Theologie in Dorsten und empfing am 9. August 1925 im Paderborner Dom die Priesterweihe. Seine Studien in Rom, Münster und Freiburg schloss er 1928 mit der Promotion  bei Heinrich Finke ab mit einer Dissertation über die Collectio de scandalis Ecclesiae des Gilbert von Tournai, die auf dem zweiten Konzil von Lyon 1274 eine Rolle gespielt hatte. Zu der von Finke angestrebten Freistellung Stroicks für das römische Institut der Görres-Gesellschaft kam es nicht. Von 1929 bis 1940 war Autbert Stroick als Lektor für Kirchengeschichte an der Philosophisch-theologischen Lehranstalt der Sächsischen Ordensprovinz in Dorsten tätig, ab 1935 lehrte er auch Ordensgeschichte. Ab 1936 war er zusätzlich Lektor für Kirchengeschichte am Ordensstudium der Kölnischen Franziskanerprovinz in Mönchengladbach, als der dortige Kirchenhistoriker P. Ulrich Hüntemann OFM (1869–1936) starb. In Dorsten nahm er das Amt des Submagisters der Kleriker wahr, denen er seine deutschnationale Einstellung zu vermitteln suchte. Neben verschiedenen wissenschaftlichen Veröffentlichungen in seinen Fachgebieten verfasste P. Autbert auch erbauliche Schriften zum Themenkreis der Weihnachtskrippe. Von 1935 bis 1940 war er Mitherausgeber der Zeitschrift Franziskanische Studien und des Krippenjahrbuchs Die Weihnachtskrippe des „Kartellverbandes der deutschen Krippenfreunde“, hier in Nachfolge des 1935 gestorbenen „Krippenpaters“ Siegfried Schneider OFM. Im Dorstener Kloster beteiligte er sich an der Beichtseelsorge, und er war mehrere Jahre Hausseelsorger an der Schlosskapelle der gräflichen Familie von Merfeldt in Lembeck.
Bei Ausbruch des Zweiten Weltkriegs bot Autbert Stroick im Auftrage der Provinzleitung der Saxonia den kirchlichen und staatlichen Behörden einige „im Weltkriege erprobte Mitglieder unserer Ordensprovinz als Divisionspfarrer“ an; dass „wenigstens der eine oder andere mit den kämpfenden Truppen als Seelsorger ausrücken kann, ist für uns Ehrenpflicht an unserer Berufung wie dem Vaterland“ schrieb er am 17. September 1939 an das Oberkommando des Heeres. Er sah dies als „restlosen Einsatz aller verfügbaren Kräfte an der kämpfenden Front, im Sanitätsdienst und in der Seelsorge im Dienst der Pflicht für Gott, Führer und Vaterland“.
Am 26. September 1939 wurde Stroick als „Kriegspfarrer im Heere“ Soldat und wurde zunächst in der Pfalz eingesetzt, wo er neben seiner seelsorglichen Tätigkeit auch vor Offizieren und Soldaten Vorträge über die Geschichte der Rheinpfalz und Führungen an Kunstdenkmälern hielt. Er war der Überzeugung, dass er selbst nicht aus dem Krieg zurückkehren werde.  Im Frühsommer 1940 gehörte er zu den Einheiten, die eine Offensive an der Somme in Frankreich unternahmen, wo Stroick bereits im Ersten Weltkrieg in der Schlacht an der Somme als Soldat beteiligt war. Er war auf eigenen Wunsch auf einem Truppenverbandplatz unmittelbar an der Front eingesetzt, um seine „seelsorglichen Pflichten an verwundeten und sterbenden Kameraden leichter erfüllen zu können“. Dort wurde er beim Bergen von Verwundeten am 5. Juni 1940 von einem Granatsplitter tödlich verletzt. Sein letzter Tagebucheintrag am 4. Juni lautete: „Morgen beginnt die große Offensive. [...] Die Haltung der Soldaten vorzüglich. Wie viele davon leben morgen noch?“ Er wurde auf dem Friedhof an der Kirche von Vaux en Vermandois bei St.-Quentin in Uniform mit Amtskreuz vom evangelischen Feldseelsorger beigesetzt.

## Werke
- Verfasser und Quellen der Collectio de scandalis Ecclesiae (Reformschrift des Fr. Gilbert von Tournay, O.F.M., zum II. Konzil von Lyon 1274). In: Archivum franciscanum historicum 23 (1930), S. 3–41, 273–299, 433–466 und: (Ad Claras Aquas, Florentiae,  Collegium S. Bonaventurae) Franziskus-Druckerei Werl 1930 (102 S.).
- Collectio de scandalis Ecclesiae. Nova editio. In: Archivum franciscanum historicum 24 (1931), S. 33–62.
- Zum Zeremoniale Gregors X. In: Historisches Jahrbuch. Bd. 55 (1935), S. 305–311.